# Eyalato de Herzegovina
El eyalato de Herzegovina (en serbocroata: Hercegovački pašaluk; en turco otomano: ایالت هرسك; Eyālet-i Hersek‎) fue un eyalato otomano desde 1833 hasta 1851. Su última ciudad capital fue Mostar.

## Historia
En 1831, el kapudan Bosnio Husein Gradaščević ocupa Travnik, demandando la autonomía y el fin de las reformas militares en Bosnia. Ultimadamente, y aprovechándose de las rivalidades entre los beys y kapudanes, el gran visir se decide en separar a las fuerzas Herzegovinas, lideradas por Ali-paša Rizvanbegović, de las de Gradaščević. La revuelta sería finalmente aplastada, y en 1833, se constituiría un nuevo eyalato, el de Herzegovina, que se crearía a partir de la zona sur del Eyalato de Bosnia, el cual sería concedido a Ali Agha Rizvanbegović como recompensa por sus contribuciones en el aplastamiento de los alzamientos en dichos territorios. Esta nueva entidad tan sólo duró por 18 años, esto sería prácticamente, por el resto de la vida de Rizvanbegović': este sería ejecutado cuando la Puerta descubre sus planes de constituir un nuevo poder, apartado y secretamente bajo un nivel de independencia relativa. Tras la muerte de Rizvanbegović, sería reintegrado al eyalato de Bosnia.

## Divisiones administrativas
El eyalato de Herzegovina estuvo conformado por los siguientes condados:[cita requerida] Prijepolje, Pljevlja junto a Kolašin, Šaranci junto a Drobnjak, Čajniče, Nevesinje, Nikšić, Ljubinje-Trebinje, Stolac, Počitelj, Blagaj, Mostar, Duvno y la mitad del condado de Konjic el cual se halla en el lado sur del Neretva.